# Dans la dèche au royaume enchanté
 (mai 2022).
Si vous disposez d'ouvrages ou d'articles de référence ou si vous connaissez des sites web de qualité traitant du thème abordé ici, merci de compléter l'article en donnant les références utiles à sa vérifiabilité et en les liant à la section « Notes et références ».
Dans la dèche au royaume enchanté (titre original : Down and Out in the Magical Kingdom) est un roman de science-fiction écrit par le blogueur canadien Cory Doctorow en 2003. Dans sa version originale, ce roman est à la fois publié sous forme de livre par l'éditeur Tor Books, et distribué sous licence Creative Commons sur son site internet, ce qui lui permet d'être redistribué librement sans avoir à demander l'autorisation de l'auteur ni de l'éditeur. Son titre est inspiré de celui de Dans la dèche à Paris et à Londres, de George Orwell.
Il a été traduit en français en 2008 par Gilles Goullet et est sorti dans la collection Folio SF.
Ce roman a reçu le prix Locus du meilleur premier roman 2004 et a été nommé pour un prix Nebula du meilleur roman 2004.

## Résumé
Julius, âgé de cent-cinquante ans, vit dans un futur où la mort a été abolie. Il décide de s'installer à Disney World afin de rejoindre l’« ad-hoc » qui s’occupe de la Haunted Mansion. À la suite de son assassinat, il se fait réimplanter dans un nouveau clone, mais celui-ci semble avoir quelques problèmes qui le poussent à commettre des actions négatives et font donc baisser son Whuffie, nouvelle « monnaie » de la société Bitchun.

## Concepts
- Whuffie : il représente une forme de monnaie basée sur la popularité et la réputation.
- Adhocratie
- Civilisation dite de « type I »